# Сатисский сельсовет
Са́тисский сельсове́т — сельское поселение в составе Дивеевского района Нижегородской области. Административный центр — посёлок Сатис.

## История
Образован в 1955 году. До 1954 года входил в состав Яковлевского сельского совета. Административный центр располагается в посёлке Сатис. На момент образования включал 9 посёлков.
Статус и границы сельского поселения установлены Законом Нижегородской области от 15 июня 2004 года № 60-З «О наделении муниципальных образований - городов, рабочих посёлков и сельсоветов Нижегородской области статусом городского, сельского поселения».

## Население
| 2002  | 2010  | 2012  | 2013  | 2014  | 2015  | 2016  |
| ----- | ----- | ----- | ----- | ----- | ----- | ----- |
| 3243  | ↘2821 | ↘2782 | ↘2765 | ↗2780 | ↗2796 | ↗2804 |
| 2017  | 2018  | 2019  | 2020  |       |       |       |
| ↘2783 | ↘2668 | ↘2550 | ↘2478 |       |       |       |

## Состав сельского поселения
| № | Населённый пункт | Тип населённого пункта          | Население |
| - | ---------------- | ------------------------------- | --------- |
| 1 | Беленки          | посёлок                         | ↗5        |
| 2 | Новостройка      | посёлок                         | ↗32       |
| 3 | Орешки           | посёлок                         | ↘48       |
| 4 | Полевой          | посёлок                         | ↘7        |
| 5 | Сатис            | посёлок, административный центр | ↘2652     |
| 6 | Хвощёво          | посёлок                         | ↘17       |
| 7 | Цыгановка        | посёлок                         | ↗60       |

## География
Территория сельсовета занимает южную часть Дивеевского района и граничит на западе с Нарышкинским сельсоветом Вознесенского района и на севере с Дивеевским сельсоветом Дивеевского района, на востоке с ЗАТО - город Саров и Русским-Тютевским сельсоветом,Темниковского района, республики Мордовия, на юге с Мордовским государственным заповедником.
Почвы
На территории земеь сельсовета встречаются дерново-подзолистые, подзолистве, тёмно-серые почвы
Климат
Климат умеренно континентальный. Среднегодовое количество осадков редко превышает 450 - 500 мм. Первый снег выпадает, как правило, в октябре, снежный покров (до 40 - 50 см) держится около 150 дней и сходит 10 - 15 апреля. Глубина промерзания 70 - 90 см.
Полезные ископаемые
Известняки, кварцевые пески, глина, железная руда (запасы исчерпаны к началу XX века).
Гидрография
Земли сельского совета расположены в бассейне реки Сатис, которая, одновременно, является их южной границей. Приток Сатиса, Вичкинза, отделяет территорию от ЗАТО - город Саров и с Русским-Тютевским сельсоветом, Темниковского района, республики Мордовия.
Имеются и также другие естественные и искусственные водоёмы. Сюда можно отнести: пруды в посёлках Городки (3 водоёма), Хвощёво (1), Полевой (1), Орешки (2), Новостройка (1); затопленный песчаный карьер на участке между посёлками Цыгановка и Новостройка; пруд Байкал (местное название) на территории бывшей воинской части МЧС "Барракуда"; торфяные и пойменные озерца в окрестностях посёлка Сатис; старица Старый Сатис - на участке между посёлками Сатис и Беленки; затопленные разработки заброшенного карьера (бутовый камень) и пойменные озёра на западе от посёлка Беленки.
На северной окраине посёлка Сатис  располагался достаточно большой пруд. В 1993 году (30 мая) после сильных продолжительных дождей плотина была размыта и массы воды ушли реку Сатис. В 2008 году были начаты воостановительные работы по очистке дна (в настоящее время приостановлены).

## Природа
Смешанные леса, сосняки. Последние расстроены бессистемнвми вырубками. Животный и растительный мир типичен для региона.
На отрезке между посёлками Цыгановка и Новостройка на небольшом участке соснового леса сосредоточено скопление можжевельника (граница ареала вида).

## Администрация
Глава администрации - Чукрин Анатолий Викторович.

## Образовательные учреждения
В настоящее время образовательные учреждения функционируют только в посёлке Сатис:
- МОУ Сатисская общеобразовательная средняя школа
- детский сад "Колосок"
- филиал Современной гуманитарной агадемии

## Медицинские учреждения
- Сатисская участковая больница
- до 2006 года функционировал санаторий-профиллакторий "Ромашка"

## Учреждения соцкультбыта
Расположены в посёлке сатис:
- Сатисский дом культуры;
- библиотека посёлка Сатис;
- детская музыкальная школа (филиал Дивеевской детской музыкальной школы)